# Tallacaps articulat

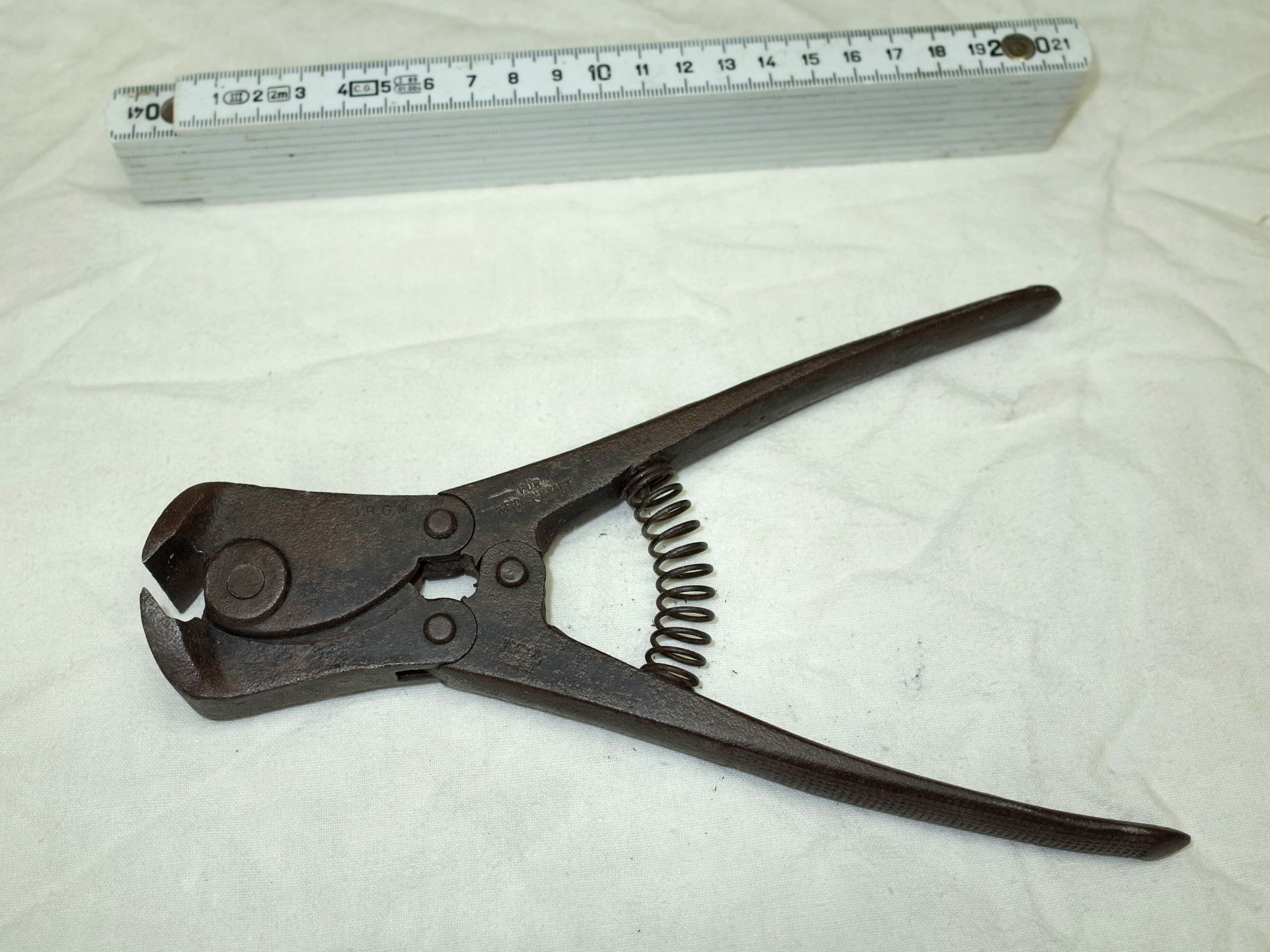
Tallacaps compost (cap al 1930)

El tallacaps articulat, tallacaps compost o tallacaps de palanca és una versió especial d'alicates que s'assembla en la forma i en la funció a unes tenalles. No obstant això, gràcies a un mecanisme de palanca composta incorporat, aporta molta més força al punt de tall, per tant, és adequat per poder tallar cables, claus o cargols gruixuts.
Les seves característiques principals són:
- Posseeix una estructura de tenalla per a produir un tall, amb unes vores afilades que serveixen per tallar filferros i altri.
- A través d'una estructura de palanca i un mecanisme de doble palanca amb relació adequada permeten fer una gran força sobre peces amb les superfícies de tall endurides.

El mestre serraller Wilhelm Hückinghaus de Remscheid va registrar la seva invenció Hebelvornschneider el 1892 com a Model d'utilitat. La norma DIN ISO 5748 especifica les dimensions i els valors de test.